# Liste der Baudenkmäler in Rattelsdorf
Auf dieser Seite sind die Baudenkmäler in dem oberfränkischen Markt Rattelsdorf zusammengestellt. Diese Tabelle ist eine Teilliste der Liste der Baudenkmäler in Bayern. Grundlage ist die Bayerische Denkmalliste, die auf Basis des Bayerischen Denkmalschutzgesetzes vom 1. Oktober 1973 erstmals erstellt wurde und seither durch das Bayerische Landesamt für Denkmalpflege geführt wird. Die folgenden Angaben ersetzen nicht die rechtsverbindliche Auskunft der Denkmalschutzbehörde.

## Ensembles

### Ensemble Ortskern Rattelsdorf
Rattelsdorf ist im Kern eine Schutzsiedlung in Spornlage, die um die Mitte des 8. Jahrhunderts bei der Bekehrung der ganzen Umgebung durch die Mönche des Klosters Fulda gegründet wurde. 1017 wurde der Ort von Kaiser Heinrich II. dem Hochstift Bamberg und von diesem dem dortigen Kloster St. Michael geschenkt. Bis 1802 blieb die territoriale Zugehörigkeit zum Hochstift Bamberg bestehen; 1804 bis 1866 war Rattelsdorf Sitz eines königlich bayerischen Rentamtes. Für den Ort sind seit 1669 Märkte nachweisbar und bald darauf auch die Bezeichnung Markt. Das Ensemble umfasst den historischen, ehemals befestigten Altort, der zwei Siedlungsschwerpunkte hat: den Ortskern mit dem ehemaligen Klosterhof, bis 1802 Sitz des Michelsberger Klosteramtes Rattelsdorf, und den Marktplatz, der durch einen hoch- bis spätmittelalterlichen Siedlungsausbau entstanden ist. Der Klosterhof mit zum Teil erhaltener Befestigung umschließt als wichtigste Bauten die Pfarrkirche mit Pfarrhof, den Prälatenbau, das Kastenamt und den westlich anschließenden Garten mit Pavillon des 18. Jahrhunderts. Hervorzuheben ist der spätmittelalterliche Torturm mit barocker Bekrönung. Auf diesen Gemeindeturm läuft die Kirchgasse zu, deren Folge von vorrangig giebelständigen, unterschiedlichen Bauernhäusern ein lebendiges Straßenbild aufweist. Die Kirchgasse ist die Hauptachse des älteren, verdichteten Siedlungsbereiches, an den sich im Süden und im Westen ein systematischer Siedlungsausbau anschließt. Der Ort erhielt in dieser Erweiterung eine Befestigung, die in weiten Teilen noch erkennbar ist und deren wichtigster Bau das Gemeindetorhaus ist. Ebenso sind größere Teile des ehemaligen Dorfgrabens erhalten. Die Folge von einzelnen Höfen mit Nebengebäuden und rückwärtigen Gärten verdichtet sich baulich um den Marktplatz, der als zweiter Siedlungsschwerpunkt das Zentrum des Marktortes geworden ist. Der langgestreckte, etwa dreieckige Marktplatz ist eine Anlage von hoher Geschlossenheit. Nach Norden ist der Platz durch die in den Platzraum hinein aufsteigende Bromberger Gasse geöffnet und zugleich in verschiedene Niveaus gegliedert. Sie führt auf die südliche kürzere Platzwand zu, die eine besonders geschlossene Bebauung von Traufseithäusern mit zum Teil reichem Fachwerk zeigt. Sie leitet über in die zumeist giebelständigen Wohnhäuser der einzelnen Bauernhöfe in der Kaulberger Gasse. Die Ostseite wird im Platzbereich von einer Reihe von traufseitigen Bauernhäusern gebildet, die ebenfalls nach Norden in eine vorrangig giebelseitige Bebauung überleitet. Mittelpunkt des Marktplatzes ist die von einer Balustrade umgebene Muttergottesstatue von Ferdinand Tietz (1765). Die am ehemaligen Ortskern orientierte Westseite des Platzes ist weniger regelmäßig bebaut, leitet jedoch in malerischer Staffelung nach Norden in den ehemaligen Klosterbereich über. Mit den Turmspitzen von Gemeindeturm und Pfarrkirche, die in das Platzbild hineinwirken, werden enge Blickbeziehungen von Markt und Klosterhof hergestellt. Der südliche Ortseingang stellt eine weitere städtebaulich reizvolle Situation dar. Rattelsdorf besitzt einen, auch über den Ensemblebereich hinausgehenden, bedeutenden Bestand an schützenswerter historischer Substanz vor allem des 17. bis 19. Jahrhunderts. Aktennummer: E-4-71-174-1.

### Ensemble Ortskern Mürsbach
Das Dorf Mürsbach, eine landwirtschaftlich orientierte Siedlung in Schwemmkegellage über dem Itzgrund, wurde erstmals um 802 genannt. Merowingische Reihengräberfunde in der Käsleite nahe der Pfarrkirche weisen auf eine weit ältere Besiedlung hin. Vom ortsansässigen Adelsgeschlecht wurde Hermann von Mirsbach 1210 als Vasall des Bamberger Klosters St. Michael genannt. Die mittelalterliche Großpfarrei (1316 wurde ein Pfarrer erwähnt) stand in Abhängigkeit von Altenbanz. Die älteren Teile des Ortes liegen auf einem Hügel zu Füßen der ins 13. Jahrhundert zurückgehenden Pfarrkirche, welche zusammen mit dem Pfarr- und Schulhaus und der mit einem Turm bewehrten Kirchhofbefestigung eine das Dorfbild nach außen hin bestimmende Baugruppe bildet. Den Ortskern durchläuft eine um den Berg herum geführte Straße, die sich mehrfach zu kleinen Plätzen öffnet. Auf dem leicht ins Tal abfallenden Platz befindet sich die Verkündhalle, ein noch bis in die 1960er Jahre in öffentlicher Funktion stehendes Rechtsdenkmal und auf dem westlich zur Kirche hin ansteigenden Platz das Brunnenhaus, ein zweiter offener Holzbau. Zentral gelegen ist die eng aneinander gescharte Gruppe der Häuser Nr. 92 bis 97, wo besonders eindrucksvoll fränkisches Fachwerk des 16. bis 18. Jahrhunderts erhalten ist. Die von dieser Hausinsel und dem an den Fuß des Kirchhügels angeschmiegten älteren Ortskern nach Südosten bis zur Dreifaltigkeitskapelle ausstrahlende Dorfstraße – unter Einschluss der am Mühlbach gelegenen Mühle – ist eine jüngere in den Talgrund vorgeschobene Dorferweiterung des Spätmittelalters noch deutlich erkennbar. Die Geschlossenheit dieses relativ dicht bebauten Ortsbereiches stellt sich auch nach außen hin in Form der Scheunenreihe dar. Der südwestlich an den Dorfkern anschließende Dorfbereich ist hingegen eine mehr haufendorfartige Erweiterung. Trotz einiger Auswechslungen im Dorf und Neubauten am Rande stellt Mürsbach mit seinen zahlreichen Fachwerkbauten des 17. bis 19. Jahrhunderts ein großartig erhaltenes Dorfbild und Ensemble dar, dessen Ausdehnung und Gestalt weitestgehend der Urkatasteraufnahme von 1852 entspricht. Aktennummer: E-4-71-174-2.

## Baudenkmäler nach Ortsteilen

### Rattelsdorf
| Lage                                                 | Objekt | Beschreibung | Akten-Nr.             | Bild                           |
| ---------------------------------------------------- | --- | --- | --------------------- | ------------------------------ |
| Am Torhaus 1 (Standort)                              | Gemeinde-Torhaus | Zweigeschossiger Walmdachbau, Fachwerk, 1730 (dendrochronologisch datiert), Feldseite massiv um 1840 | D-4-71-174-12         | weitere Bilder                 |
| Am Zapfendorfer Weg (Standort)                       | Bildstock | Sandstein, korinthische Säule, 15. Jahrhundert, Blechaufsatz modern | D-4-71-174-34         | weitere Bilder                 |
| An der Itz 11, 11 a (Standort)                       | Obere Mühle | Stattlicher, zweieinhalbgeschossiger Sandsteinquaderbau, Portalrelief, Walmdach, 1845 | D-4-71-174-26         | weitere Bilder                 |
| An der Itz 11a (Standort)                            | Obere Mühle, Stadel | Sandsteinquader, Satteldach | D-4-71-174-26         | weitere Bilder                 |
| An der Itz 11a (Standort)                            | Obere Mühle, Nebengebäude | Sandsteinquader und Fachwerk, Satteldach | D-4-71-174-26         | weitere Bilder                 |
| Bromberg 15 (Standort)                               | Hofanlage | Hauptgebäude, Gasthaus Goldener Stern, stattlicher, zweigeschossiger Walmdachbau mit Zierfachwerk, erste Hälfte 18. Jahrhundert | D-4-71-174-25         | weitere Bilder                 |
| Bromberg 18 (Standort)                               | Gasthaus Hirschen | Zweigeschossiger, traufständiger Krüppelwalmdachbau, massiv und verputzt, Freitreppe, Mitte 18. Jahrhundert, Obergeschoss 19. Jahrhundert, Festsaal um 1900 | D-4-71-174-2          | weitere Bilder                 |
| Bromberg 18 a (Standort)                             | Hoftor | | D-4-71-174-2          | weitere Bilder                 |
| Bromberg 19 (Standort)                               | Wohnhaus | Eingeschossiger, villenartiger Sandsteinbau mit flachem Walmdach, Bossenquaderung und Eckpilaster, Neurenaissance, um 1880 | D-4-71-174-150        | Wohnhaus                       |
| Bromberg 30,im Garten (Standort)                     | Statue Heiliger Johann Nepomuk | Sandstein, Balustersockel, um 1730 | D-4-71-174-27         | Statue Heiliger Johann Nepomuk |
| Bromberg 30; Marktplatz; Marktplatz 6 (Standort)     | Muttergottesstandbild auf dreiseitigem Volutensockel | Sandstein, umgeben von niedriger Balustrade, „1765“ (bezeichnet) von Ferdinand Tietz | D-4-71-174-28         | weitere Bilder                 |
| Hauptstraße 4 (Standort)                             | Gasthof Grüner Baum | Stattlicher, zweieinhalbgeschossiger Sandsteinquaderbau, Walmdach, Mitte 19. Jahrhundert, verkleidet | D-4-71-174-22         | weitere Bilder                 |
| Hauptstraße 4 (Standort)                             | Nebengebäude | Eineinhalbgeschossiger. traufständiger Sandsteinquaderbau, Satteldach | D-4-71-174-22         | weitere Bilder                 |
| Hauptstraße 4 (Standort)                             | Toreinfahrt | Korbbogig, mit seitlichem Durchgang, bezeichnet „1849“ | D-4-71-174-22         | weitere Bilder                 |
| Hauptstraße 14 (Standort)                            | Ehemalige Brauerei und Gastwirtschaft Köhler | Stattlicher, zweigeschossiger Walmdachbau, Obergeschoss Fachwerk, verputzt, 1734 | D-4-71-174-13         | weitere Bilder                 |
| Kaulberg 24, im Hof (Standort)                       | Brunnenhaus | Satteldach über Sandsteinpfeilern, bezeichnet „1707“ | D-4-71-174-7          | BW                             |
| Kirchgasse 1 (Standort)                              | Ehemaliges Gasthaus zum Raben | Stattlicher, zweigeschossiger Walmdachbau, Erdgeschoss massiv, profilierte Tür- und Fenstergewände mit Segmentstürzen, Obergeschoss Fachwerk, 18./19. Jahrhundert | D-4-71-174-14         | weitere Bilder                 |
| Kirchgasse 11 (Standort)                             | Wohnhaus | 18. Jahrhundert mit Sandsteinpfeilern | D-4-71-174-15         | weitere Bilder                 |
| Kirchgasse 11 (Standort)                             | Toranlage | 18. Jahrhundert mit Sandsteinpfeilern | D-4-71-174-15         | weitere Bilder                 |
| Kirchgasse 17 (Standort)                             | Altes Schulhaus | Zweigeschossiger Walmdachbau, Obergeschoss Zierfachwerk, 18./19. Jahrhundert, Freitreppe aus jüngerer Zeit | D-4-71-174-23         | weitere Bilder                 |
| Kirchgasse 17 (Standort)                             | Gemeindeturm | Westlich angebaut; fünfgeschossiger Torturm, im Kern spätmittelalterlich, 1718/19 erneuert mit welscher Haube | D-4-71-174-23         | weitere Bilder                 |
| Kirchplatz 5 (Standort)                              | Rest eines Torhauses mit gotischer Pforte | Daneben | D-4-71-174-23         | weitere Bilder                 |
| Kirchplatz 3 (Standort)                              | Ehemaliger Amtshof des Bamberger Klosters Michelsberg, später Franziskanerinnenkloster, seit 2005 Behindertenwohnheim der Caritas: Ehemaliger Prälatenbau | stattlicher, zweigeschossiger Sandsteinquaderbau, Walmdach, 1731 neu errichtet, Felsenkeller von Franz Salb, bezeichnet „1756 und 1765“ | D-4-71-174-16         | weitere Bilder                 |
| Kirchplatz 2 (Standort)                              | Ehemaliger Amtshof des Bamberger Klosters Michelsberg, später Franziskanerinnenkloster, seit 2005 Behindertenwohnheim der Caritas: Ehemaliger Kastenhof   | dreigeschossiger Walmdachbau, Erdgeschoss massiv, Obergeschoss verputztes Fachwerk, in den 1960er Jahren zum Teil massiv erneuert, 1669/70 von Adam Kunzelmann, 1699/1700 zwei Keller von Johann Dientzenhofer                                                                | D-4-71-174-16         | weitere Bilder                 |
| Nähe Käsgasse (Standort)                             | Gartenpavillon | mit Mansardpyramiddach auf stichbogigem Unterbau, 1773 | D-4-71-174-16         | BW                             |
| Nähe Käsgasse (Standort)                             | Gartenanlage | | D-4-71-174-16         | BW                             |
| Kirchplatz 3 (Standort)                              | Ehemaliger Amtshof des Bamberger Klosters Michelsberg, später Franziskanerinnenkloster, seit 2005 Behindertenwohnheim der Caritas                         | Ummauerung mit vierkantigen Sandsteinpfeilern, um 1773 | D-4-71-174-16         | weitere Bilder                 |
| Kirchplatz 4 (Standort)                              | Katholische Pfarrkirche St. Peter und Paul | Sandsteinquader, umlaufend mit Streben besetzt, Langhaus, dreischiffige Hallenkirche mit Walmdach, 1465, 1823/24 umgebaut, eingezogener Chor mit 5/8-Schluss, um 1490, Sakristeianbau, 1787, dreigeschossiger Turm im Kern 13. Jahrhundert, Turmoberbau mit Zwiebelhaube 1819 | D-4-71-174-1 Wikidata | weitere Bilder                 |
| Kirchplatz 5 (Standort)                              | Pfarrhaus | Zweigeschossiger Walmdachbau, massiv und verputzt, 1769/71 | D-4-71-174-17         | weitere Bilder                 |
| Kirchplatz 6 (Standort)                              | Pfarrstadel | Sandsteinquader, Walmdach, verändert | D-4-71-174-17         | weitere Bilder                 |
| Marktplatz 1 (Standort)                              | Wohnstallhaus | Zweigeschossiger Satteldachbau, Obergeschoss Fachwerk, 17./18. Jahrhundert | D-4-71-174-18         | weitere Bilder                 |
| Marktplatz 2 (Standort)                              | Ehemaliges Wohnstallhaus | Giebelständiger Satteldachbau, Obergeschoss Zierfachwerk, 17./18. Jahrhundert | D-4-71-174-19         | weitere Bilder                 |
| Marktplatz 4 (Standort)                              | Wohnhaus | Zweigeschossiger Traufseitbau, massiv und verputzt, 18./19. Jahrhundert | D-4-71-174-20         | weitere Bilder                 |
| Marktplatz 5 (Standort)                              | Wohnhaus | Giebelständiger Satteldachbau, Obergeschoss Zierfachwerk, im Giebel Lauben, 17./18. Jahrhundert | D-4-71-174-21         | weitere Bilder                 |
| Marktplatz 8 (Standort)                              | Wohnhaus | Zweigeschossiger Traufseitbau, Sandstein, Spitzbogenfenster im Giebel, sonst spätklassizistisch, Mitte 19. Jahrhundert | D-4-71-174-11         | weitere Bilder                 |
| Marktplatz 9 (Standort)                              | Wohnhaus | Traufseitbau mit hohem Satteldach, Obergeschoss Zierfachwerk, Tordurchfahrt, erstes Viertel 18. Jahrhundert | D-4-71-174-10         | weitere Bilder                 |
| Marktplatz 10 (Standort)                             | Gasthaus zum Goldenen Löwen | Traufseitbau, 17./18. Jahrhundert, Obergeschoss Zierfachwerk, ehemalige Hauskapelle, flaches Satteldach, 1743/44, Erdgeschoss verändert | D-4-71-174-9          | weitere Bilder                 |
| Marktplatz 12 (Standort)                             | Wohnhaus | Zweigeschossiger Traufseitbau, korbbogige Hofdurchfahrt, bezeichnet „1830“, in neuerer Zeit Fassade verkleidet und Ladeneinbau | D-4-71-174-6          | weitere Bilder                 |
| Marktplatz 13 (Standort)                             | Wohnhaus | Zweigeschossiger Traufseitbau, Sandstein, zum Teil verputztes Fachwerk, korbbogige Tordurchfahrt, 17. bis Mitte 19. Jahrhundert | D-4-71-174-5          | weitere Bilder                 |
| Nähe Am Klöppela, auf dem Kapellenberg (Standort)    | Katholische Kapelle | Kleiner Satteldachbau, 1867; mit Ausstattung | D-4-71-174-30         | BW                             |
| Nähe Am Torhaus (Standort)                           | Katholische Kapelle St. Wendelin | Kleiner Satteldachbau, zweiflügelige Holztüre, zweite Hälfte 18. Jahrhundert | D-4-71-174-31         | weitere Bilder                 |
| Nähe Am Torhaus, am südlichen Ortseingang (Standort) | Marter | Sandsteinpfeiler mit eingezogenem Schaft, bekrönendes, zweifaches Eisenkreuz, bezeichnet „1447“ | D-4-71-174-32         | weitere Bilder                 |
| Nähe An der Itz (Standort)                           | Brunnenberg-Quelle | Wasserschöpfstelle, von Sandsteinquadern eingefasst, bezeichnet „1548“, darüber Fachwerkhäuschen mit Walmdach, 18. Jahrhundert | D-4-71-174-29         | weitere Bilder                 |
| Nähe Angerstraße, im Friedhof (Standort)             | Friedhofskreuz | Sandstein, mit Altarsockel, bezeichnet „1827“ | D-4-71-174-136        | Friedhofskreuz                 |
| Nähe Kaulberg (Standort)                             | Wegkreuz | Sandstein, bezeichnet „1914“ | D-4-71-174-134        | Wegkreuz                       |
| Staudenleite (Standort)                              | Feldkreuz | Holz, mit Blechverdachung, zweite Hälfte 20. Jahrhundert | D-4-71-174-151        | BW                             |
| Bühlstraße 2 (Standort)                              | Walmdachhaus | Verputztes Fachwerkobergeschoss, um 1826 | D-4-71-174-4          | Walmdachhaus                   |

### Busendorf
| Lage                                  | Objekt            | Beschreibung | Akten-Nr.      | Bild              |
| ------------------------------------- | ----------------- | --- | -------------- | ----------------- |
| Busendorf 1a; In Busendorf (Standort) | Wegkapelle        | Sandsteinquader, rechteckiger Satteldachbau, geschweifter Giebel, bezeichnet „1762“; mit Ausstattung                 | D-4-71-174-35  | BW                |
| Busendorf 15 (Standort)               | Wohnstallhaus     | Eingeschossiger Fachwerkbau, mit Borlaube, bezeichnet 1669, Giebelseite im 19. Jahrhundert mit Halbwalmdach erneuert | D-4-71-174-36  | BW                |
| Busendorf 16 (Standort)               | Fachwerkstadel    | Satteldach | D-4-71-174-36  | BW                |
| Busendorf 19 (Standort)               | Wohnstallhaus     | 18. Jahrhundert, Fachwerk                                                                                            | D-4-71-174-37  | BW                |
| In Busendorf (Standort)               | Kreuzschlepper    | Sandstein, Sockel aus zwei Balustern, bezeichnet „1769“; gegenüber Haus Nummer 13                                    | D-4-71-174-38  | BW                |
| Steinach (Standort)                   | Kruzifix          | Sandstein, mit Schmerzhafter Muttergottes, um 1925 von Georg Behringer                                               | D-4-71-174-147 | BW                |
| Von Busendorf nach Birkach (Standort) | Bildstock         | Sandstein, glatter Rundschaft, Aufsatz mit Segmentbogenverdachung und Madonnenfigur, bezeichnet „1666“               | D-4-71-174-146 | Bildstock         |
| Von Busendorf nach Birkach (Standort) | Sandsteinkruzifix | 1876 (Corpus 1972 erneuert)                                                                                          | D-4-71-174-146 | Sandsteinkruzifix |

### Ebing
| Lage                                                | Objekt                            | Beschreibung | Akten-Nr.              | Bild                  |
| --------------------------------------------------- | --------------------------------- | --- | ---------------------- | --------------------- |
| Alte Bahnlinie; Kr BA 32, gegen Ebing (Standort)    | Kreuzstein                        | Sandstein, erhabenes, lateinisches Kreuz, mittelalterlich | D-4-71-174-33          | Kreuzstein            |
| Bahnhofstraße 4 (Standort)                          | Bauernhaus                        | Eingeschossiger, giebelständiger Halbwalmdachbau, verputzt und Fachwerk, 18. Jahrhundert | D-4-71-174-40          | weitere Bilder        |
| Hauptstraße 3 (Standort)                            | Wohnstallhaus                     | Zweigeschossiger, giebelständiger Satteldachbau, Fachwerk, wohl um 1800 | D-4-71-174-41          | Wohnstallhaus         |
| Hecken, am Bamberger Weg (Standort)                 | Feldkreuz                         | Holz, mit Blechverdachung, 18. Jahrhundert | D-4-71-174-61          | BW                    |
| Kaspar-Röckelein-Platz 1 (Standort)                 | Marienkapelle                     | Massivbau mit Zeltdach; mit spätgotischer Madonna, um 1500 | D-4-71-174-137         | weitere Bilder        |
| Kindscherloh, südlich von Ebing (Standort)          | Kreuzstein                        | Sogenannter Schaumbergstein, Sandstein, Schaumberg-Schild erhaben gearbeitet, darüber Kreuz in den Linien vertieft, 1379 | D-4-71-174-63          | Kreuzstein            |
| Kirchstraße 5 (Standort)                            | Pfarrkirche St. Jakobus           | Chorturm mit Spitzhelm im Kern 15. Jahrhundert, Langhaus, Saalbau mit Satteldach, Neubau 1728 von Nik. Kopp, Erweiterung 1766 durch Salb, Sakristeianbau 1786; mit Ausstattung Mauerzüge der ehemaligen Kirchhofbefestigung, spätmittelalterlich; um die Kirche | D-4-71-174-39          | weitere Bilder        |
| Kirchstraße 9 (Standort)                            | Wohnstallhaus                     | Zweigeschossiger Walmdachbau, Erdgeschoss mit Sandsteinquadern massiv ausgebaut, Obergeschoss Fachwerk verputzt, 18. Jahrhundert | D-4-71-174-42          | weitere Bilder        |
| Kirchstraße 18 (Standort)                           | Hoftorpfeiler                     | Sandstein, mit Kugelaufsatz, 18. Jahrhundert | D-4-71-174-43          | weitere Bilder        |
| Krötensee, an der B 4 in Richtung Coburg (Standort) | Steinkreuz                        | Sandstein, mittelalterlich | D-4-71-119-15          | BW                    |
| Langfeld, außerhalb des Ortes (Standort)            | Feldkapelle                       | Massiv, vorstehendes Satteldach aus neuerer Zeit; mit Ausstattung | D-4-71-174-64          | weitere Bilder        |
| Marktplatz (Standort)                               | Marienfigur                       | Sandstein, bezeichnet „Philipp Dersch 1882“ | D-4-71-174-50          | weitere Bilder        |
| Marktplatz (Standort)                               | Kreuzigungsgruppe                 | Sandstein, Kruzifix mit schmerzhafter Muttergottes, bezeichnet „1784“ | D-4-71-174-49          | weitere Bilder        |
| Marktplatz 2 (Standort)                             | Wohnhaus                          | Stattlicher, zweigeschossiger Walmdachbau, verputzt, erste Hälfte 18./Mitte 19. Jahrhundert | D-4-71-174-44          | Wohnhaus              |
| Marktplatz 9 (Standort)                             | Wohnstallhaus                     | Eingeschossiger, giebelständiger Halbwalmdachbau, Umfassungsmauern massiv mit Ecklisenen, Giebel Fachwerk, 1836 | D-4-71-174-46          | weitere Bilder        |
| Marktplatz 11 (Standort)                            | Gasthaus zum Schwanen             | Stattlicher Walmdachbau mit Tordurchfahrt, Obergeschoss Fachwerk, wohl um 1800, Erdgeschoss massiv ausgebaut | D-4-71-174-47          | weitere Bilder        |
| Marktplatz 18 (Standort)                            | Zugesetzter Rundbogen             | Bezeichnet „1686“ | D-4-71-174-48 Wikidata | Zugesetzter Rundbogen |
| Obere Straße 5 (Standort)                           | Kleinbauernhaus                   | Eingeschossiger, giebelständiger Krüppelwalmdachbau, Fachwerk, wohl 18. Jahrhundert; Fachwerkstadel, Satteldach | D-4-71-174-51 Wikidata | weitere Bilder        |
| Obere Straße 7 (Standort)                           | Kleinbauernhaus                   | Eingeschossiger, giebelständiger Satteldachbau, Fachwerk, wohl 18. Jahrhundert; Fachwerkstadel, Satteldach | D-4-71-174-52 Wikidata | BW                    |
| Obere Straße 11 (Standort)                          | Kleinbauernhaus                   | Eingeschossiger, giebelständiger Halbwalmdachbau, verputztes Fachwerk, wohl 18. Jahrhundert | D-4-71-174-53 Wikidata | weitere Bilder        |
| Obere Straße 11 (Standort)                          | Stallteil eines Kleinbauernhauses | Fachwerk, Satteldach | D-4-71-174-53 Wikidata | weitere Bilder        |
| Obere Straße 12 (Standort)                          | Kleinbauernhaus                   | Eingeschossiger, giebelständiger Satteldachbau, Fachwerk, 18. Jahrhundert | D-4-71-174-54 Wikidata | weitere Bilder        |
| Obere Straße 13 (Standort)                          | Kleinbauernhaus                   | Eingeschossiger, giebelständiger Krüppelwalmdachbau, Fachwerk, wohl 18. Jahrhundert | D-4-71-174-55 Wikidata | weitere Bilder        |
| Obere Straße 15 (Standort)                          | Wohnstallhaus                     | Eingeschossiger, giebelständiger Halbwalmdachbau, mit Fachwerk, erste Hälfte 19. Jahrhundert | D-4-71-174-56 Wikidata | weitere Bilder        |
| Obere Straße 21 (Standort)                          | Kleinbauernhaus                   | Eingeschossiger Fachwerkbau mit steilem Satteldach, Giebel verschiefert, wohl 18. Jahrhundert | D-4-71-174-57          | weitere Bilder        |
| Obere Straße 21 (Standort)                          | Stallanbau                        | Fachwerk, Satteldach | D-4-71-174-57          | weitere Bilder        |
| Untere Straße 2 (Standort)                          | Wohnstallhaus                     | Eingeschossiger, giebelständiger Satteldachbau, Fachwerk, bezeichnet „1802“; Hofeinfahrt, Sandsteinpfeiler mit Kugelaufsätzen | D-4-71-174-58          | Wohnstallhaus         |

### Freudeneck
| Lage                                                        | Objekt          | Beschreibung                                                                               | Akten-Nr.     | Bild            |
| ----------------------------------------------------------- | --------------- | ------------------------------------------------------------------------------------------ | ------------- | --------------- |
| Freudeneck 8 1/2, an der Straße nach Mürsbach (Standort)    | Bildstocksockel | Mit Engelsköpfen, um 1700                                                                  | D-4-71-174-70 | Bildstocksockel |
| Freudeneck 10 (Standort)                                    | Wohnstallhaus   | Eingeschossiger Halbwalmdachbau, Fachwerk, 18. Jahrhundert                                 | D-4-71-174-65 | weitere Bilder  |
| Von Höfen nach Mürsbach, 300 m südlich des Ortes (Standort) | Bildstock       | Sandstein, gemauerter Sockel, vierseitiger Aufsatz mit Rundbogengiebeln, bezeichnet „1719“ | D-4-71-174-66 | Bildstock       |

### Hilkersdorf
| Lage                      | Objekt        | Beschreibung | Akten-Nr.      | Bild |
| ------------------------- | ------------- | --- | -------------- | ---- |
| Hilkersdorf 7 (Standort)  | Wohnstallhaus | Wohnstallhaus, eingeschossiger Satteldachbau auf hohem Sandsteinquadersockel, Fachwerk, 1597/98 (dendro.dat.), Giebelseite versteinert, Mitte 19. Jahrhundert; Brunnenhäuschen, Sandstein, bezeichnet 1775. | D-4-71-174-138 | BW   |
| Hilkersdorf 14 (Standort) | Bildstock     | Sandstein, ionische Säule, zweiseitiger Aufsatz mit geschweifter Verdachung, bezeichnet „1766“; neben Haus Nummer 10                                                                                        | D-4-71-174-67  | BW   |

### Höfen
| Lage                                                                                | Objekt               | Beschreibung | Akten-Nr.      | Bild                 |
| ----------------------------------------------------------------------------------- | -------------------- | --- | -------------- | -------------------- |
| Gründlein; Höfen 17 3/4; Höfen 19 (Standort)                                        | Bildstock            | Sandstein, korinthische Säule, zweiseitiger Aufsatz mit gebrochenem Giebel und bekrönendem Steinkreuz, bezeichnet „1700“ | D-4-71-174-68  | weitere Bilder       |
| Höfen 27 (Standort)                                                                 | Ehemaliges Wirtshaus | Zweigeschossiger Walmdachbau, Fachwerk verputzt, um 1800                                                                 | D-4-71-174-139 | Ehemaliges Wirtshaus |
| In Höfen, ca. 30 m westlich des Ortes (Standort)                                    | Feldkapelle          | Massiver Giebeldachbau mit Ziegeln, Rundbogenöffnung mit Eisentür, erste Hälfte 19. Jahrhundert                          | D-4-71-174-69  | Feldkapelle          |
| Sandige Wegäcker, ca. 250 m südlich des Ortes, ca. 70 m westlich der Itz (Standort) | Kruzifix             | Sandstein, bezeichnet „1912“                                                                                             | D-4-71-174-140 | Kruzifix             |

### Medlitz
| Lage                                                | Objekt                               | Beschreibung | Akten-Nr.     | Bild           |
| --------------------------------------------------- | ------------------------------------ | --- | ------------- | -------------- |
| Gries, am alten Fahrweg nach Speiersberg (Standort) | Feldkapelle                          | Eingezogene Rundnische, Flachsatteldach, wohl 18. Jahrhundert; mit Ausstattung                                                                                     | D-4-71-174-81 | BW             |
| Gries, etwa 400 m nördlich Haus Nummer 1 (Standort) | Bildstock                            | Sandstein, Vierkantschaft, Nischenaufsatz mit halbrunder Verdachung, bezeichnet „1856“                                                                             | D-4-71-174-82 | BW             |
| In Medlitz (Standort)                               | Dorfbrunnen                          | Sandstein, Auslauf Gusseisen, Giebeldach mit Ziegeln, bezeichnet „1706“                                                                                            | D-4-71-174-76 | weitere Bilder |
| In Medlitz (Standort)                               | Statue des Heiligen Johannes Nepomuk | Sandstein, Balustersockel, Mitte 18. Jahrhundert | D-4-71-174-73 | weitere Bilder |
| In Medlitz, am Weg zum Friedhof (Standort)          | Sandsteintisch                       | Rund, Schaft mit Ringwulst, wohl 17./18. Jahrhundert | D-4-71-174-83 | weitere Bilder |
| Medlitz 1 (Standort)                                | Gasthof Schwarzer Adler              | Stattlicher, zweigeschossiger Satteldachbau, mit Zierfachwerk, 17./18. Jahrhundert, Tür bezeichnet „1777“                                                          | D-4-71-174-74 | weitere Bilder |
| Medlitz 3 (Standort)                                | Wohnstallhaus                        | Eingeschossiger, giebelständiger Satteldachbau, Wohnteil Fachwerk, rückwärtiger Teil bezeichnet „1834“, mit Sandsteinquadern ausgebaut                             | D-4-71-174-75 | weitere Bilder |
| Medlitz 16 (Standort)                               | Bauernhof: Wohnstallhaus             | eingeschossiger, traufständiger Satteldachbau, Fachwerk, 17./18. Jahrhundert                                                                                       | D-4-71-174-77 | weitere Bilder |
| Medlitz 16 (Standort)                               | Bauernhof: Fachwerkstadel            | Satteldach | D-4-71-174-77 | BW             |
| Medlitz 34 (Standort)                               | Backofen                             | Fachwerkbau mit Satteldach, 18. Jahrhundert | D-4-71-174-78 | Backofen       |
| Medlitz 39 (Standort)                               | Kuratiekirche Mariä Himmelfahrt      | Saalbau mit Satteldach, Schweifgiebel, eingezogener Chor, Sakristeianbau, Turm mit Zwiebelhaube, neubarock, 1914 von Otto Schulz, Dachreiter 1739; mit Ausstattung | D-4-71-174-72 | weitere Bilder |
| Röder, auf der Anhöhe östlich des Ortes (Standort)  | Feldkapelle                          | Satteldach mit Giebelreiter, neugotisch, 1864; mit Ausstattung | D-4-71-174-80 | BW             |

### Mürsbach
| Lage                                                                                                   | Objekt                                     | Beschreibung | Akten-Nr.      | Bild            |
| --- | ------------------------------------------ | --- | -------------- | --------------- |
| Am Kellerweg 4 (Standort)                                                                              | Wohnhaus                                   | Eingeschossiges Bauernhaus mit Walmdach, Fachwerk auf hohem massiven Sockel, erstes Viertel 19. Jahrhundert                                                                       | D-4-71-174-152 | weitere Bilder  |
| Am Kellerweg 4 (Standort)                                                                              | Großscheune                                | Mit Satteldach, Fachwerk, Kernbau erstes Viertel 19. Jahrhundert, Erweiterungen nach Südosten und Nordosten, um 1900                                                              | D-4-71-174-152 | weitere Bilder  |
| Am Marktplatz 1 (Standort)                                                                             | Alte Schule                                | Traufständiger Halbwalmdachbau, Kellergeschoss Sandsteinquader, zwei Fachwerkgeschosse, bezeichnet „1746“                                                                         | D-4-71-174-110 | weitere Bilder  |
| Am Marktplatz 2 (Standort)                                                                             | Wohnhaus                                   | Zweigeschossiger, giebelständiger Satteldachbau, Obergeschoss und Giebel mit reichem Zierfachwerk, angeblich von 1628                                                             | D-4-71-174-113 | weitere Bilder  |
| Am Marktplatz 3 (Standort)                                                                             | Bauernhof                                  | Wohnstallhaus, zweigeschossiger, giebelständiger Halbwalmdachbau, mit Fachwerk, 18. Jahrhundert; Fachwerkstadel, Satteldach, 18./19. Jahrhundert                                  | D-4-71-174-111 | weitere Bilder  |
| Am Marktplatz 3 (Standort)                                                                             | Fachwerkstadel                             | Satteldach, 18./19. Jhd. | D-4-71-174-111 | weitere Bilder  |
| Am Marktplatz 6 (Standort)                                                                             | Wohnhaus                                   | Zweigeschossiger Satteldachbau, Obergeschoss und Giebel reiches Zierfachwerk, bezeichnet „1627“                                                                                   | D-4-71-174-115 | weitere Bilder  |
| Am Marktplatz 10 (Standort)                                                                            | Ehemalige Bäckerei                         | Giebelständiger, zweigeschossiger Halbwalmdachbau, Fachwerk, bezeichnet „1752“ Brauhaus, eingeschossiger Satteldachbau auf hohem Sandsteinsockel, Fachwerk, Mitte 19. Jahrhundert | D-4-71-174-89  | weitere Bilder  |
| Am Marktplatz 10 (Standort)                                                                            | Muttergottesstatue                         | Sandstein, bezeichnet 1898 | D-4-71-174-90  | weitere Bilder  |
| Am Marktplatz 12 (Standort)                                                                            | Gasthaus zum Goldenen Adler                | Zweigeschossiger, traufständiger Fachwerkbau mit einseitigem Halbwalmdach, Mitte 18. Jahrhundert                                                                                  | D-4-71-174-88  | weitere Bilder  |
| Am Marktplatz 12 (Standort)                                                                            | Gasthaus zum Goldenen Adler                | Tanzsaal, Saalbau, zweigeschossiger Walmdachbau, mit Fachwerk, um 1875 | D-4-71-174-88  | weitere Bilder  |
| Am Marktplatz 12 (Standort)                                                                            | Gasthaus zum Goldenen Adler                | Fachwerkstadel, Satteldach, 18. Jahrhundert | D-4-71-174-88  | weitere Bilder  |
| Am neuen Brunnen 3 (Standort)                                                                          | Ehemalige Schmiede                         | Zweigeschossiger Fachwerkbau mit Satteldach und Zierfachwerk, 1682/83 (dendro. dat.), Dachwerk wohl Ende des 19. Jahrhunderts neu aufgeschlagen                                   | D-4-71-174-105 | weitere Bilder  |
| Am neuen Brunnen; In der Käsgasse; Zaugendorfer Straße; Sutte, beim Brunnenhaus im Ort (Standort)      | Immaculata                                 | Sandstein, Balustersockel, bezeichnet „1764“ | D-4-71-174-119 | weitere Bilder  |
| Am neuen Brunnen; In der Käsgasse; Zaugendorfer Straße; Sutte, an der Straße nach Treinfeld (Standort) | Kelleranlage                               | Bezeichnet „JGD 1794“ | D-4-71-174-121 | weitere Bilder  |
| Am neuen Brunnen; In der Käsgasse; Zaugendorfer Straße; Sutte (Standort)                               | Kriegerdenkmal                             | Sandstein, Inschriftensockel mit flankierenden Säulen, Figurengruppe Christus mit gefallenen Soldaten, um 1920                                                                    | D-4-71-174-144 | weitere Bilder  |
| Am Rumpelgraben, an der Straße nach Gleusdorf (Standort)                                               | Flurkreuz                                  | Sandsteinsockel, Mitte 19. Jahrhundert, mit späterem Corpus | D-4-71-174-145 | BW              |
| In der Käsgasse 3 (Standort)                                                                           | Kleinbauernhaus                            | Eingeschossiger Satteldachbau mit Fachwerk, 18. Jahrhundert | D-4-71-174-106 | Kleinbauernhaus |
| Judenhof 1 (Standort)                                                                                  | Bauernhaus                                 | Um 1800, zweigeschossiger Fachwerkbau mit abgewalmtem Frackdach, um 1800 | D-4-71-174-92  | weitere Bilder  |
| Judenhof 5 (Standort)                                                                                  | Wohnstallhaus                              | Zweigeschossiger Satteldachbau, Obergeschoss mit Zierfachwerk, 18. Jahrhundert, Erdgeschoss verändert                                                                             | D-4-71-174-93  | Wohnstallhaus   |
| Kirchberg 2 (Standort)                                                                                 | Wohnstallhaus                              | Eingeschossiger Halbwalmdachbau, Fachwerk, bezeichnet „1731“, hoher Sandsteinsockel vielleicht älter                                                                              | D-4-71-174-109 | weitere Bilder  |
| Kirchberg 5 (Standort)                                                                                 | Ehemalige Schule                           | Satteldachbau des 17./18. Jahrhunderts, Erdgeschoss im 19. Jahrhundert massiv ausgebaut, Obergeschoss verputztes Fachwerk                                                         | D-4-71-174-107 | weitere Bilder  |
| Kirchberg 6, bei Kirchberg 8, am Aufgang zur Kirche (Standort)                                         | Kreuzigungsgruppe                          | Sandstein, 1873 | D-4-71-174-120 | weitere Bilder  |
| Kirchberg 8 (Standort)                                                                                 | Pfarrhof                                   | Dreigeschossiger Walmdachbau, massiv und verputzt, bezeichnet „1733“ | D-4-71-174-108 | weitere Bilder  |
| Kirchberg 8 (Standort)                                                                                 | Remise und Stadel                          | Fachwerk, Satteldach, 18. Jahrhundert | D-4-71-174-108 | weitere Bilder  |
| Kirchberg 8 (Standort)                                                                                 | Ehemaliges Gesindehaus                     | Sandstein und Fachwerk, Satteldach, erste Hälfte 19. Jahrhundert | D-4-71-174-108 | weitere Bilder  |
| Kirchberg 8 (Standort)                                                                                 | Hoftorpfosten                              | Barock | D-4-71-174-108 | weitere Bilder  |
| Nähe Kirchberg (Standort)                                                                              | Ehemaliges Bienenhaus                      | | D-4-71-174-108 | BW              |
| Kirchberg 10, auf dem Friedhof (Standort)                                                              | Friedhofskreuz                             | Sandstein, Sockel bezeichnet „1771“, Corpus Anfang 20. Jahrhundert | D-4-71-174-85  | Friedhofskreuz  |
| Kirchberg 10 (Standort)                                                                                | Katholische Pfarrkirche St. Sebastian      | Mit Streben besetzter Chor und viergeschossiger Chorseitenturm mit Spitzhelm im Kern 15. Jahrhundert, Langhaus, Saalbau mit Satteldach 1613; mit Ausstattung                      | D-4-71-174-84  | weitere Bilder  |
| Kirchberg 10 (Standort)                                                                                | Katholische Pfarrkirche St. Sebastian      | Sakristeianbau, eingeschossiger Mansardwalmdachbau, Sandsteinquader, bezeichnet „1768“an der Kirche                                                                               | D-4-71-174-84  | weitere Bilder  |
| Kirchberg 10 (Standort)                                                                                | Katholische Pfarrkirche St. Sebastian      | Ölbergkapelle, Öffnung mit Schweifbogen | D-4-71-174-84  | weitere Bilder  |
| Kirchberg 10 (Standort)                                                                                | Katholische Pfarrkirche St. Sebastian      | Reste einer Kirchhofbefestigung mit Sandsteinquadermauer und rundem Ecktürmchen, 15./16. Jahrhundert                                                                              | D-4-71-174-84  | weitere Bilder  |
| Kirchberg 5 (Standort)                                                                                 | Katholische Pfarrkirche St. Sebastian      | Hoftorpfosten, 18. Jahrhundert | D-4-71-174-84  | BW              |
| Kirchberg 10 (Standort)                                                                                | Katholische Pfarrkirche St. Sebastian      | Priestergräber des späten 19. Jahrhunderts mit Sandsteindenkmälern; an der Kirche                                                                                                 | D-4-71-174-84  | weitere Bilder  |
| Mühlstraße 8; Mühlstraße 10 (Standort)                                                                 | Mühle                                      | Stattlicher, zweigeschossiger Sandsteinquaderbau mit Halbwalmdach, wohl drittes Viertel 19. Jahrhundert                                                                           | D-4-71-174-97  | weitere Bilder  |
| Nähe Mühlstraße (Standort)                                                                             | Scheune                                    | | D-4-71-174-97  | weitere Bilder  |
| Nähe Mühlstraße (Standort)                                                                             | Fachwerknebengebäude                       | Satteldach, 17./18. Jahrhundert | D-4-71-174-97  | BW              |
| Mühlstraße 8 (Standort)                                                                                | Teil der alten Mühle                       | 17./18. Jahrhundert | D-4-71-174-97  | weitere Bilder  |
| Mühlstraße 8 (Standort)                                                                                | Brunnen                                    | | D-4-71-174-97  | weitere Bilder  |
| Nähe Mühlstraße (Standort)                                                                             | Sandsteinmauer                             | | D-4-71-174-97  | weitere Bilder  |
| Nähe Am neuen Brunnen (Standort)                                                                       | Brunnenhaus                                | Von vier Sandstein-Pfosten getragenes Zeltdach, Brüstung, Mitte 18. Jahrhundert                                                                                                   | D-4-71-174-118 | weitere Bilder  |
| Nähe Kapellenweg (Standort)                                                                            | Katholische Kapelle Heilige Dreifaltigkeit | Sandsteinquader, Saalbau mit hohem Satteldach, Dachreiter, eingezogener, mit Streben besetzter Chor, bezeichnet „1516“ und „1576“, barockisiert; mit Ausstattung                  | D-4-71-174-86  | weitere Bilder  |
| Nähe Sutte (Standort)                                                                                  | Verkündhalle                               | Achtseitiger, offener Pavillon, Sandsteinpfeiler, Mitte 18. Jahrhundert | D-4-71-174-117 | weitere Bilder  |
| Nasser Berg, auf dem Kolch (Standort)                                                                  | Kapelle                                    | Kleiner Satteldachbau, Betnische mit Eisengitter, bezeichnet „1739“ Kruzifix, Sandstein, Sockel bezeichnet „1767“                                                                 | D-4-71-174-142 | BW              |
| Rentweinsdorfer Straße 2 (Standort)                                                                    | Wohnstallhaus                              | Eingeschossiger, giebelständiger Satteldachbau mit Borlaube, Fachwerk, 17./18. Jahrhundert                                                                                        | D-4-71-174-104 | weitere Bilder  |
| Rentweinsdorfer Straße 2 (Standort)                                                                    | Fachwerkstadel                             | Satteldach | D-4-71-174-104 | weitere Bilder  |
| Rentweinsdorfer Straße 2 (Standort)                                                                    | Hoftor                                     | Zwei Sandsteinpfosten | D-4-71-174-104 | weitere Bilder  |
| Rentweinsdorfer Straße 4 (Standort)                                                                    | Wohnstallhaus                              | Zweigeschossiger, giebelständiger Satteldachbau, mit Zierfachwerk, bezeichnet „1701“                                                                                              | D-4-71-174-103 | weitere Bilder  |
| Rentweinsdorfer Straße 7 (Standort)                                                                    | Wohnstallhaus                              | Eingeschossiger, giebelständiger Halbwalmdachbau, Fachwerk, Stall im Untergeschoss, 1797                                                                                          | D-4-71-174-101 | weitere Bilder  |
| Rentweinsdorfer Straße 10 (Standort)                                                                   | Bauernhaus                                 | Zweigeschossiger, giebelständiger Satteldachbau, Obergeschoss Zierfachwerk, 17./18. Jahrhundert, Erdgeschoss 1901 massiv ausgebaut                                                | D-4-71-174-102 | weitere Bilder  |
| Sutte 2 (Standort)                                                                                     | Ehemaliges Wohnstallhaus                   | Eingeschossiger, giebelständiger Satteldachbau, reiches Zierfachwerk, Anfang 18. Jahrhundert, Eingangsseite verändert                                                             | D-4-71-174-116 | weitere Bilder  |
| Sutte 4 (Standort)                                                                                     | Bauernhaus                                 | Zweigeschossiger Satteldachbau, Fachwerk, erstes Drittel 18. Jahrhundert | D-4-71-174-112 | weitere Bilder  |
| Sutte 4 (Standort)                                                                                     | Fachwerkstadel                             | Satteldach | D-4-71-174-112 | weitere Bilder  |
| Sutte 6 (Standort)                                                                                     | Bauernhof                                  | Wohnhaus, eingeschossiger Fachwerkbau mit Satteldach, 1717/18 (dendrochronologisch datiert), 1768/69 (dendrochronologisch datiert) nach Nordwesten erweitert                      | D-4-71-174-99  | weitere Bilder  |
| Zaugendorfer Straße 1 (Standort)                                                                       | Wohnstallhaus                              | Eingeschossiger, giebelständiger Satteldachbau, Fachwerk, bezeichnet „1620“, im 18./19. Jahrhundert verändert                                                                     | D-4-71-174-91  | weitere Bilder  |
| Zaugendorfer Straße 1 (Standort)                                                                       | Holzlege                                   | 1755 (dendro.dat.) | D-4-71-174-91  | weitere Bilder  |
| Zaugendorfer Straße 1 (Standort)                                                                       | Kleintierstall                             | 1849 (dendro.dat.) | D-4-71-174-91  | weitere Bilder  |
| Zaugendorfer Straße 3 (Standort)                                                                       | Wohnteil eines Wohnstallhauses             | Eingeschossiger, giebelständiger Satteldachbau, Fachwerk, 18./19. Jahrhundert | D-4-71-174-94  | weitere Bilder  |
| Zaugendorfer Straße 7 (Standort)                                                                       | Wohnstallhaus mit Satteldach               | Erdgeschoss massiv und verputzt, Obergeschoss und Giebel Zierfachwerk, um 1700 | D-4-71-174-95  | weitere Bilder  |
| Zaugendorfer Straße 8 (Standort)                                                                       | Bauernhof                                  | Wohnhaus, eingeschossiger Halbwalmdachbau mit Fachwerk, bezeichnet „1814“ | D-4-71-174-98  | Bauernhof       |
| Zaugendorfer Straße 9 (Standort)                                                                       | Bauernhof                                  | Wohngebäude, zweigeschossiger, giebelständiger Halbwalmdachbau, Fachwerk, angeblich 1723                                                                                          | D-4-71-174-96  | weitere Bilder  |
| Zaugendorfer Straße 9 (Standort)                                                                       | Nebengebäude                               | Zweigeschossiger, traufständiger Satteldachbau, massiv und verputzt, 19. Jahrhundert                                                                                              | D-4-71-174-96  | weitere Bilder  |
| Zaugendorfer Straße 9 (Standort)                                                                       | Fachwerkstadel                             | Satteldach, 18. Jahrhundert | D-4-71-174-96  | BW              |
| Zaugendorfer Straße 13 (Standort)                                                                      | Wohnstallhaus                              | Eingeschossiger Halbwalmdachbau, massiv und verputzt, traufseitige Borlaube, Stallanbau, um 1800                                                                                  | D-4-71-174-143 | weitere Bilder  |
| Zaugendorfer Straße 13 (Standort)                                                                      | Fachwerkstadel                             | Satteldach, 19. Jahrhundert | D-4-71-174-143 | weitere Bilder  |
| Zaugendorfer Straße 13 (Standort)                                                                      | Fachwerknebengebäude                       | Satteldach, 19. Jahrhundert | D-4-71-174-143 | weitere Bilder  |
| Zaugendorfer Straße 17 (Standort)                                                                      | Dreiseithof                                | Wohnstallhaus, eingeschossiges Halbwalmdachhaus, massiv und verputzt, stichbogige Tür- und Fenstergewände, bezeichnet „1861“                                                      | D-4-71-174-141 | weitere Bilder  |
| Zaugendorfer Straße 17 (Standort)                                                                      | Fachwerkstadel                             | Satteldach | D-4-71-174-141 | weitere Bilder  |
| Zaugendorfer Straße 17 (Standort)                                                                      | Stallgebäude                               | Obergeschoss Fachwerk, Satteldach | D-4-71-174-141 | weitere Bilder  |

### Poppendorf
| Lage                              | Objekt                           | Beschreibung | Akten-Nr.      | Bild |
| --------------------------------- | -------------------------------- | --- | -------------- | ---- |
| Anger, östlich vom Ort (Standort) | Bildstock                        | Sandstein, kannelierte, toskanische Säule, zweiseitiger Aufsatz mit Bogenabschluss, um 1700/10                                                          | D-4-71-174-127 | BW   |
| Poppendorf 3 (Standort)           | Torpfeiler und Gartenzaunpfosten | Sandstein, barock, spätes 18. Jahrhundert | D-4-71-174-123 | BW   |
| Poppendorf 4 (Standort)           | Kapelle                          | Rechteckiger Putzbau, bezeichnet „1838“; mit Ausstattung                                                                                                | D-4-71-174-122 | BW   |
| Poppendorf 9 (Standort)           | Wohnhaus                         | Zweieinhalbgeschossiger Satteldachbau, massiv und verputzt, Sandsteingliederungen, gotisierende Hausfiguren Muttergottes und Apostel, bezeichnet „1878“ | D-4-71-174-125 | BW   |
| In Poppendorf (Standort)          | Pumpbrunnen                      | Auslauf Gusseisen, wohl 19. Jahrhundert | D-4-71-174-126 | BW   |

### Speiersberg
| Lage                                   | Objekt    | Beschreibung | Akten-Nr.      | Bild |
| -------------------------------------- | --------- | --- | -------------- | ---- |
| Au, am Fußweg nach Mürsbach (Standort) | Bildstock | Bildstock, Sandstein, vierseitiger Aufsatz mit Rundbogenabschluss, bekrönende Steinkugel mit Steinkreuz, wohl 17. Jahrhundert, bezeichnet „1830“ | D-4-71-174-129 | BW   |

### Zaugendorf
| Lage                     | Objekt                   | Beschreibung | Akten-Nr.      | Bild                     |
| ------------------------ | ------------------------ | --- | -------------- | ------------------------ |
| In Zaugendorf (Standort) | Katholische Kapelle      | Satteldach, eingezogener Chor dreiseitig geschlossen, Fassadenturm mit Spitzhelm, neubarock, 1889                                | D-4-71-174-130 | weitere Bilder           |
| Zaugendorf 7 (Standort)  | Wohnstallhaus            | Eingeschossiger Satteldachbau, Giebel Fachwerk, 18. Jahrhundert, Umfassungsmauern 19. Jahrhundert, Veränderungen 20. Jahrhundert | D-4-71-174-131 | Wohnstallhaus            |
| Zaugendorf 11 (Standort) | Ehemaliges Wohnstallhaus | Zweigeschossiger Satteldachbau, Obergeschoss Fachwerk, 18. Jahrhundert                                                           | D-4-71-174-132 | Ehemaliges Wohnstallhaus |
| Zaugendorf 14 (Standort) | Bauernhaus               | Zweigeschossiger, traufständiger Satteldachbau, 17./18. Jahrhundert, Kellereingang bezeichnet „1634“                             | D-4-71-174-133 | Bauernhaus               |
| Zaugendorf 14 (Standort) | Fachwerkanbau            | eingeschossig, mit Satteldach, wohl gleichzeitig                                                                                 | D-4-71-174-133 | BW                       |

## Ehemalige Baudenkmäler
| Lage                                                                         | Objekt                        | Beschreibung | Akten-Nr.      | Bild           |
| ---------------------------------------------------------------------------- | ----------------------------- | --- | -------------- | -------------- |
| Rattelsdorf Bromberg 9 (Standort)                                            | Ehemaliges Wohnstallhaus      | Zweigeschossiger, giebelständiger Satteldachbau, Erdgeschoss teilweise massiv, sonst verputztes Fachwerk, wohl 18. Jahrhundert                                                                             | D-4-71-174-24  | BW             |
| Rattelsdorf Bromberg 9 (Standort)                                            | Kleinhaus                     | Eingeschossiger Traufseitbau, Fachwerk, 18. Jahrhundert | D-4-71-174-24  | weitere Bilder |
| Rattelsdorf Bühlstraße 8; Bühlstraße 10 (Standort)                           | Hofeinfahrt                   | Umfriedung mit kugelbekrönten Pfosten; gemeinsames ehemaliges Brunnenhaus, zwei Sandsteinpfeiler; 18. Jahrhundert                                                                                          | D-4-71-174-3   | BW             |
| Rattelsdorf Kaulberg 22 (Standort)                                           | Wohnstallhaus                 | Wohl noch des 18. Jahrhunderts, ruinös, Wohnteil massiv ausgebaut, Fachwerk | D-4-71-174-8   | BW             |
| Rattelsdorf im Friedhof (Standort)                                           | Madonna                       | Auf neubarockem Sockel, Ende 19. Jahrhundert | D-4-71-174-135 | BW             |
| Ebing Alte Bahnlinie; Lerchenberg; an der Straße nach Rattelsdorf (Standort) | Kreuzstein                    | Spätmittelalterlich | D-4-71-174-59  | BW             |
| Ebing zwei Kilometer südlich an der alten Bamberger Straße                   | Kreuzstein                    | Sandstein, spätes 14. Jahrhundert | D-4-71-174-60  | BW             |
| Ebing 600 m nördlich des Kieswerkes Röckelein                                | Steinkreuz                    | Spätmittelalterlich | D-4-71-174-62  | BW             |
| Ebing Marktplatz 8 (Standort)                                                | Eingeschossiges Wohnstallhaus | 18./19. Jahrhundert, Umfassungsmauern massiv erneuert | D-4-71-174-45  | BW             |
| Höfen Straße nach Mürsbach                                                   | Bildstock                     | Bezeichnet 1715 | D-4-71-174-71  | BW             |
| Medlitz Medlitz 36                                                           | Gasthaus zum Goldenen Stern   | Zweigeschossiges Wohnstallhaus mit Fachwerkgiebel um 1730, Umfassungsmauern und rückwärtiger Teil in neuerer Zeit massiv ausgebaut und erneuert                                                            | D-4-71-174-79  | BW             |
| Mürsbach Am Marktplatz 4 (Standort)                                          | Wohnhaus                      | Zweigeschossiger Satteldachbau, sekundär eingesetzter Schlussstein bezeichnet „1624“, Obergeschoss und Quergiebel reiches Zierfachwerk, 17./18. Jahrhundert, Erdgeschoss durch Ladeneinbau stark verändert | D-4-71-174-114 | Wohnhaus       |